# Vuelta a Andalucía
Vuelta a Andalucía, znany również jako Ruta del Sol – wieloetapowy wyścig kolarski rozgrywany w hiszpańskiej Andaluzji.
W latach 2005–2019 należał do cyklu UCI Europe Tour (do 2016 z kategorią 2.1, od 2017 z kategorią 2.HC), od 2020 należy do UCI ProSeries.
Wyścig odbył się po raz pierwszy w roku 1925, a druga edycja rozegrana została trzydzieści lat później i od tej chwili (z wyjątkiem roku 1978) organizowany jest regularnie.
Rekordzistą pod względem zwycięstw w klasyfikacji generalnej jest Hiszpan Alejandro Valverde (pięć triumfów).

## Zwycięzcy
Opracowano na podstawie:
| Rok  | Pierwsze                     | Drugie                       | Trzecie                       |
| ---- | ---------------------------- | ---------------------------- | ----------------------------- |
| 1925 | Ricardo Montero              | Victorino Otero              | Telmo García                  |
| 1955 | José Gómez del Moral         | Salvador Botella             | Francesc Alomar               |
| 1956 | Miguel Bover                 | José Gómez del Moral         | Antón Barrutia                |
| 1957 | Hortensio Vidaurreta         | Gabriel Mas                  | Jesús Galdeano                |
| 1958 | Gabriel Company              | Gabriel Mas                  | José Gómez del Moral          |
| 1959 | Miguel Pacheco               | Joaquín Barceló Santonja     | Antonio Jiménez Pareja        |
| 1960 | Gabriel Mas                  | José Gómez del Moral         | Juan Manuel Santiago Montilla |
| 1961 | Angelino Soler               | José Gómez del Moral         | Gabriel Mas                   |
| 1962 | José Antonio Momene          | Antón Barrutia               | Gabriel Mas                   |
| 1963 | Antón Barrutia               | Antonio Carreras             | Alcino Rodrigo                |
| 1964 | Rudi Altig                   | Michel Stolker               | Bas Maliepaard                |
| 1965 | José Segú                    | Jesús Isasi                  | Antonio Tous                  |
| 1966 | Jesús Aranzabal              | Dieter Puschel               | José María Errandonea         |
| 1967 | Ramón Mendiburu              | Gabino Ereñozaga             | José Antonio Momene           |
| 1968 | Antoon Houbrechts            | Francisco José Juan Granell  | Luis Ocaña                    |
| 1969 | Antonio Gómez del Moral      | Jorge Mariné                 | José Manuel Lasa              |
| 1970 | José Gómez Lucas             | José Antonio González        | Harm Ottenbros                |
| 1971 | Jean-Pierre Monseré          | Jos van der Vleuten          | Roger De Vlaeminck            |
| 1972 | Jan Krekels                  | Gerard Vianen                | José Antonio González         |
| 1973 | Georges Pintens              | José Antonio González        | Rik Van Linden                |
| 1974 | Freddy Maertens              | Jose Luis Viejo              | José Antonio González         |
| 1975 | Freddy Maertens              | Luis Ocaña                   | Dietrich Thurau               |
| 1976 | Gerrie Knetemann             | Hennie Kuiper                | Gerben Karstens               |
| 1977 | Dietrich Thurau              | Hennie Kuiper                | Domingo Perurena              |
| 1979 | Dietrich Thurau              | Daniel Willems               | Vicente Belda                 |
| 1980 | Daniel Willems               | Bernt Johansson              | Eulalio García Pereda         |
| 1981 | Jos Schipper                 | Ronald De Witte              | Martin Havik                  |
| 1982 | Marc Sergeant                | Ángel Arroyo                 | Alberto Fernández Blanco      |
| 1983 | Eduardo Chozas               | Antonio Coll                 | Jo Maas                       |
| 1984 | Julián Gorospe               | Jaime Vilamajó               | Jesús Blanco Villar           |
| 1985 | Rolf Gölz                    | Miguel Indurain              | Jesús Blanco Villar           |
| 1986 | Steven Rooks                 | Peter Hilse                  | Iñaki Gastón                  |
| 1987 | Rolf Gölz                    | Jesús Blanco Villar          | Julián Gorospe                |
| 1988 | Edwig Van Hooydonck          | Jesús Blanco Villar          | Maarten Ducrot                |
| 1989 | Fabio Bordonali              | Luc Roosen                   | Peter Hilse                   |
| 1990 | Eduardo Chozas               | Miguel Ángel Martínez Torres | Pascal Lance                  |
| 1991 | Roberto Lezaun               | Jesper Skibby                | Adrie van der Poel            |
| 1992 | Miguel Ángel Martínez Torres | Jesús Montoya                | Herminio Díaz Zabala          |
| 1993 | Julián Gorospe               | Edwig Van Hooydonck          | Neil Stephens                 |
| 1994 | Stefano Della Santa          | Luc Roosen                   | Francisco Cabello             |
| 1995 | Stefano Della Santa          | Francisco Cabello            | Mariano Rojas                 |
| 1996 | Neil Stephens                | Ołeksandr Honczenkow         | Peter Farazijn                |
| 1997 | Erik Zabel                   | Johan Museeuw                | David Etxebarria              |
| 1998 | Marcelino García             | Laurent Jalabert             | David Etxebarria              |
| 1999 | Javier Pascual Rodríguez     | Santiago Botero              | Santiago Blanco               |
| 2000 | Miguel Ángel Peña            | Francisco Cabello            | Aitor Garmendia               |
| 2001 | Erik Dekker                  | Marc Wauters                 | Aleksandr Szefier             |
| 2002 | Antonio Colom                | Axel Merckx                  | Javier Pascual Rodríguez      |
| 2003 | Javier Pascual Llorente      | Davide Rebellin              | Alejandro Valverde            |
| 2004 | Juan Carlos Domínguez        | Carlos García Quesada        | Samuel Sánchez                |
| 2005 | Francisco Cabello            | Daniel Moreno                | José Luis Martínez Jiménez    |
| 2006 | Carlos García Quesada        | Rodrigo García Rena          | Adolfo García Quesada         |
| 2007 | Óscar Freire                 | Dario Cioni                  | Tadej Valjavec                |
| 2008 | Pablo Lastras                | Clément Lhotellerie          | Cadel Evans                   |
| 2009 | Joost Posthuma               | Xavier Tondó                 | Davide Rebellin               |
| 2010 | Michael Rogers               | Jurgen Van den Broeck        | Sergio Pardilla               |
| 2011 | Markel Irizar                | Jurgen Van den Broeck        | Levi Leipheimer               |
| 2012 | Alejandro Valverde           | Rein Taaramäe                | Jérôme Coppel                 |
| 2013 | Alejandro Valverde           | Jurgen Van den Broeck        | Bauke Mollema                 |
| 2014 | Alejandro Valverde           | Richie Porte                 | Luis León Sánchez             |
| 2015 | Chris Froome                 | Alberto Contador             | Beñat Intxausti               |
| 2016 | Alejandro Valverde           | Tejay van Garderen           | Bauke Mollema                 |
| 2017 | Alejandro Valverde           | Alberto Contador             | Thibaut Pinot                 |
| 2018 | Tim Wellens                  | Wout Poels                   | Marc Soler                    |
| 2019 | Jakob Fuglsang               | Ion Izagirre                 | Steven Kruijswijk             |
| 2020 | Jakob Fuglsang               | Jack Haig                    | Mikel Landa                   |
| 2021 | Miguel Ángel López           | Antwan Tolhoek               | Julen Amezqueta               |
| 2022 | Wout Poels                   | Cristián Rodríguez           | Miguel Ángel López            |
| 2023 | Tadej Pogačar                | Mikel Landa                  | Santiago Buitrago             |
| 2024 | nie przyznano                |                              |                               |
| 2025 | Pawieł Siwakow               | Clément Berthet              | Thomas Pidcock                |